# Jelena Dubok
Jelena Dubok (kasachisch-kyrillisch: Елена Дубок; * 3. August 1976 in Alma-Ata) ist eine frühere kasachische Biathletin.
Jelena Dubok war Sportsoldatin und startete für den Armeeklub Almaty. Zum Biathlon kam sie über Freunde. In Osrblie debütierte sie 1996 im Biathlon-Weltcup und beendete ihr erstes Einzel auf dem 38. Platz. An selber Stelle nahm sie 1997 an ihren ersten Biathlon-Weltmeisterschaften teil und erreichte die Plätze 63 im Einzel, 80 im Sprint und wurde mit Inna Scheschkil, Margarita Dulowa und Ljudmila Gurjewa Sechste im Staffelrennen und mit denselben im Mannschaftswettkampf 12. Nächstes Großereignis wurden die Olympischen Winterspiele 1998 in Nagano. Bei den Wettbewerben in Nozawa Onsen kam Dubok einzig in der Staffel zum Einsatz, die in der WM-Besetzung des Vorjahres auf den elften Platz kam. In der Frühphase der Saison 1998/99 erreichte die Kasachin mit einem 36. Platz in einem Sprintrennen in Osrblie ihr bestes Resultat im Weltcup. Bei den Winterasienspielen 1999 in Gangwon-do gewann Dubok mit Galina Awtajewa, Margarita Dulova und Ludmila Gurieva Staffelgold. Es dauerte bis zu den Olympischen Winterspielen 2002 in Salt Lake City, dass die Kasachin erneut bei einer internationalen Meisterschaft startete. Im Einzel wurde sie 60., verpasste aber als 62. des Sprints die Verfolgung um zwei Ränge. Eine kasachische Staffel war nicht am Start. Bei den Biathlon-Weltmeisterschaften 2003 in Chanty-Mansijsk wurde sie 41. im Einzel und verpasste erneut als 62. im Sprint um zwei Ränge die Verfolgung. Die Winterasienspiele 2003 in Aomori brachten an der Seite von Olga Dudtschenko, Irina Moschewitina und Wiktorija Afanassjewa die Bronzemedaille hinter China und Japan mit der Staffel Kasachstans, in der Dubok als Startläuferin eingesetzt wurde. Auch 2004 in Oberhof und 2005 in Hochfilzen trat Dubok in Einzel und Sprint an und belegte die Plätze 72 und 75 sowie 51 und 85. Letztes Großereignis wurden die Biathlon-Europameisterschaften 2005 in Nowosibirsk, bei denen sie auf den 13. Platz im Einzel kam, 23. des Sprint wurde und sich im Verfolgungsrennen auf den 18. Platz verbesserte.

## Biathlon-Weltcup-Platzierungen
Die Tabelle zeigt alle Platzierungen (je nach Austragungsjahr einschließlich Olympische Spiele und Weltmeisterschaften).
- 1.–3. Platz: Anzahl der Podiumsplatzierungen
- Top 10: Anzahl der Platzierungen unter den ersten zehn (einschließlich Podium)
- Punkteränge: Anzahl der Platzierungen innerhalb der Punkteränge (einschließlich Podium und Top 10)
- Starts: Anzahl gelaufener Rennen in der jeweiligen Disziplin
- Staffel: inklusive Mixed-Staffel

| Platzierung         | Einzel | Sprint | Verfolgung | Massenstart | Team | Staffel | Gesamt |
| ------------------- | ------ | ------ | ---------- | ----------- | ---- | ------- | ------ |
| 1. Platz            |        |        |            |             |      |         |        |
| 2. Platz            |        |        |            |             |      |         |        |
| 3. Platz            |        |        |            |             |      |         |        |
| Top 10              |        |        |            |             |      | 2       | 2      |
| Punkteränge         |        |        |            |             | 2    | 6       | 8      |
| Starts              | 18     | 35     | 6          |             | 2    | 7       | 68     |
| Stand: Karriereende |        |        |            |             |      |         |        |